# Doron Sheffer
Doron Sheffer es un exjugador israelí de baloncesto nacido en Ramat Efal el 12 de marzo de 1972. Jugaba en la posición de escolta.

## Trayectoria
- 1993-1996:  Universidad de Connecticut
- 1990-1993:  Hapoel Galil Elyon
- 1996-2000:  Maccabi Tel Aviv
- 2002-2003:  Maccabi Tel Aviv
- 2003-2005:  Hapoel Jerusalem
- 2005-2006:  Hapoel Tel Aviv
- 2007-2008:  Hapoel Galil Elyon